# Rendola
Rendola, antico casale "che ebbe nome di Castello" è oggi un noto centro agrituristico sulle colline del Chianti aretino a sud ovest di Montevarchi di cui è frazione. E, come scriveva il barone Bettino Ricasoli, "il sole, prossimo al tramonto, colora di un vivo paonazzo la bella montagna di Pratomagno che da Rendola si vede stendere dinanzi agli occhi".

## Storia
L'area di Rendola, che prende il nome dall'evoluzione della volgarizzazione in Rennola del latino Arenula e tardo-latino Renula o "sabbia fine", era attraversata da una strada già in periodo romano ma divenne strategica, in età alto-medievale, con il crescere esponenziale dei traffici di merci e di persone che andavano e venivano tra la Valdambra e il Valdarno. Pertanto, a sentinella della via, venne edificato il castello di Rendola.
Il fortilizio, in origine, faceva parte del viscontado di Porciano, signoria dei conti Guidi, fino a che, nel 1208, Guido Guerra non promulgò lo Statuto della Val d'Ambra che creava e regolamentava il nuovo viscontado della Val d'Ambra e che abbracciava anche il castello e il territorio di Rendola. Ciò non toglie che il feudo continuasse a gravitare nell'area di influenza aretina tanto che nel 1255 promise di pagare al Comune di Arezzo il consueto tributo a condizione che gli abitanti ed i suoi visconti fossero esentati da ogni altra tassa e imposizione e che, nei casi di aggressione ostile, fossero difesi dagli Aretini.
In seguito i conti Guidi vendettero, per far cassa, alcune porzioni del viscontado della Val d'Ambra, tra cui Rendola che passò sotto il dominio di Pier Saccone Tarlati. Questo fino a che gli abitanti di Rendola, a seguito di una rivolta, il primo novembre 1335 si liberarono dal giogo feudale e chiesero di essere annessi alla Repubblica Fiorentina che accettò. L'annessione fu poi convalidata il 28 maggio 1337 anche da Pier Saccone che con i fratelli e i figli cedettero al Comune di Firenze i loro diritti su questo ed altri castelli del viscontado.
Rendola allora, pur nominalmente territorio fiorentino, fu assegnata in signoria ai Firidolfi poi passati a chiamarsi Ricasoli che, fino a tutto l''800, vi possedevano una vasta tenuta ed erano patroni della sua chiesa parrocchiale.

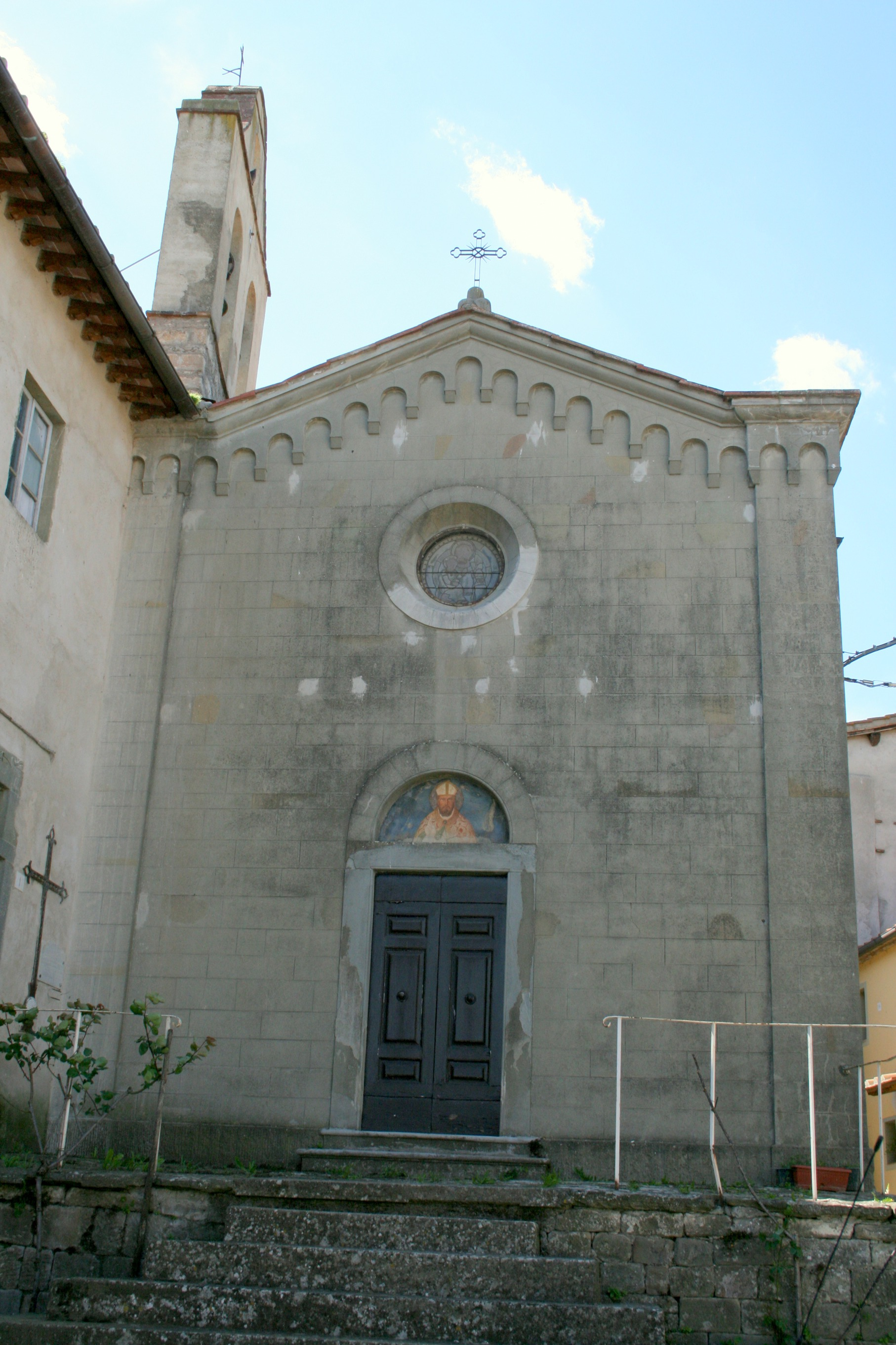
La chiesa di San Donato a Rendola